# فلتاخ
فلتاخ (به آلمانی: Flattach) یک منطقهٔ مسکونی در اتریش است که در ناحیه اشپیتال آن در دراو واقع شده‌است. فلتاخ ۱٬۳۷۳ نفر جمعیت دارد.

## خواهرخوانده
شهر واگهویزل خواهرخواندهٔ فلتاخ هست.